# Калиш, Давид
Давид Ка́лиш (нем. David Kalisch; 23 февраля 1820, Бреслау — 21 августа 1872, Берлин) — популярный немецкий писатель и драматург, переводчик, юморист. Еврей, принявший христианство.

## Биография
Давид Калиш родился 23 февраля 1820 года в городе Бреслау.
На идейное и творческое формирование Калиша решающее влияние оказала его поездка в Париж в 1844 году, благодаря которой он сблизился с писателями и мыслителями левого направления, от Маркса до Гейне. В начале творческого пути Калиш зарабатывал на жизнь мелкой торговлей, сочинял куплеты, переводил французские комедии.
В 1847 году появились его первые оригинальные пьесы (наиболее ранняя — «Einmal hunderttausend Thaler»), снискавшие шумный успех. Из многочисленных пьес его многие весьма продолжительное время удержались в репертуаре, например, «Doktor Peschke», «Ein gebildeter Hausknecht», «Der Akttenbudiker», «Berlin wie es weint und lacht», «Einer von unsere Leut'», «Die Berliner in Wien», «Der Goldonkel», «Die Mottenburger» и многие др.
В иные годы весь репертуар немецких театров комедии мог состоять исключительно из пьес Калиша. Кроме того, в мае 1848 года Калиш, вместе с Эрнстом Домом и Рудольфом Лёвенштейном, основал в Берлине ставший впоследствии знаменитым сатирический журнал «Kladderadatsch».
Давид Калиш умер 21 августа 1872 года в городе Берлине.